# Kaarlo Tuominen
Kaarlo Tuominen (Finlandia, 9 de febrero de 1908-20 de octubre de 2006) fue un atleta finlandés, especialista en la prueba de 3000 m obstáculos en la que llegó a ser subcampeón olímpico en 1936.

## Carrera deportiva
En los JJ. OO. de Berlín 1936 ganó la medalla de plata en los 3000 m obstáculos, con un tiempo de 9:06.8 segundos, llegando a meta tras su compatriota Volmari Iso-Hollo (oro) y por delante del alemán Alfred Dompert (bronce con 9:07.2 segundos).